# 유수 (제의왕)
제의왕 유수(齊懿王 劉壽, ? ~ 기원전 132년)는 중국 전한의 황족 · 제후왕이다. 제효왕 유장려의 아들이다.

## 일대기
경제 3년(기원전 154년), 오초칠국의 난에 아버지 제효왕이 가담하려다가 철회했으나, 진압군의 추궁을 받아 자결했다. 경제는 제효왕이 반란군의 협박을 받아 어쩔 수 없이 가담하려 한 것이라 하여 가련히 여겼다. 그래서 제의왕은 아버지의 왕위를 이어받을 수 있었다. 원광 3년(기원전 132년), 재위 22년 만에 죽어 아들 여왕 차창이 뒤를 이었다.

## 가계
- 제효왕 유장려
  - 제의왕 유수 = 왕후 기씨(紀氏)
    - 제여왕 유차창